# Weberocereus tunilla
A Weberocereus tunilla egy epifita kaktusz, melyet az őslakosok ritkán a pithaya-szerű terméséért termesztenek (a tunilla jelentése kis tuna, azaz kis kaktuszfüge), dísznövényként ritkán találkozni vele.

## Elterjedése és élőhelye
Costa Rica: Tablón tartomány, délnyugatra Cartagotól, Rio Bírris kanyon, 1100 m tszf. magasságban.

## Jellemzői
Csüngő habitusú, szabálytalanul elágazó epifita, hajtásai 10–15 mm átmérőjűek, három vagy négy bordásak, esetleg lapítottak. Areolái kiemelkednek, 30–40 mm távolságban fejlődnek, gyapjasak, fehéres, később krémszínűek, 6, idősebb hajtásokon 20 hengeres, 3–8 mm hosszú krémszínű, majd barna tövist viselnek. Öreg hajtásokon lehullhatnak. Virágai harang alakúak, 60–70 mm hosszúak, 25–40 mm átmérőjűek, erősen illatosak. A pericarpium 10–15 mm hosszú, 10–12 mm átmérőjű, barnás rózsaszínű, 1–2 mm hosszú és széles pikkelyek fedik, melyek borostíánszínűek, hónaljuk fehéren gyapjas, 4-12 tövist viselhetnek, melyek 5 mm hosszúak, fehérek. A tölcsér 25 mm hosszú, bütykös, barna, tövisezett. A külső szirmok borostyán színűek, a belsők rózsaszínűek, a porzók krémszínűek, a portokok sárgák, a bibe krémszínű. Termése 45 mm hosszú, 35 mm átmérőjű, rózsás árnyalatú, fénylő, gyapjas areoláin serték és tövisek találhatók. Magjai 1,5×1,25×1 m nagyságúak, feketék.